# Gernkopf (Hessen)
Der Gernkopf ist ein 417,2 m ü. NHN hoher Berg in Hessen. Er liegt etwa 1,4 Kilometer südwestlich des kleinen Dorfes Oberthalhausen in der Gemeinde Ludwigsau im Landkreis Hersfeld-Rotenburg. Der Berg gehört zum östlichen Ausläufer des Knüllgebirges, im Neuenstein-Ludwigsecker Höhenzug.
Am Gernkopf befindet sich ein aufgelassener Steinbruch, in dem früher Basalt abgebaut wurde. Vermutet wird, dass es sich dabei um einen alten Vulkanschlot handelt. Der Steinbruch „Am Gernkopf“ ist nach Angaben der Gemeinde Ludwigsau ein Naturdenkmal.